# ラーイプル
ラーイプル（ヒンディー語: रायपुर、英語: Raipur）は、インドの都市。チャッティースガル州の州都。日本語ではライプル、ライプールとも表記される。2011年現在の人口は約111万人。

## 地理と気候
ラーイプルはインド中央の大平原の中心近くに位置する。この平原は「インドの米びつ」とも呼ばれ、何百種類もの稲が育つ。マハーナディー川が市の東に向かって流れ、南岸は森林となっている。北西にはマイカール丘陵があり、ジャールカンド州まで伸びるチョーター・ナーグプル平原につながっている。市の南にはバスタル平原が広がる。
夏の気温は39℃から50℃、冬の気温は12℃から32℃。7月から9月半ばまでの降水量は約1200mmである。

## 歴史
2013年5月25日、en:2013 Naxal attack in Darbha valley。

## 交通
空路
- ラーイプル空港（英語版）

陸路
- ジャバルプル
- NH6 - ナーグプル - コルカタ

鉄道
- ライプール駅